# Пећина Шове
Пећина Шове (фр. la grotte ornée du Pont d'Arc, grotte Chauvet-Pont d'Arc, grotte Chauvet) налази се на јужној Француској у департману Ардеш. То је пећина у којој су сачувани фигуративни пећински цртежи, као и археолошки остаци из доба горњег палеолита. Налази се близу места Валон-Пон Д'Арк, на кречњачкој литици изнад некадашњег тока реке Ардеш.
Пећина је откривена 18. децембра 1994. и сматра се једним од најзначајнијих налазишта праисторијске уметности. Статус Светске баштине је добила 22. јуна 2014. Први истраживачи ове пећине су били спелеолози: Елијет Брунел-Дешамп, Кристијан Илер и Жан-Мари Шове, по коме је пећина добила име и који је описао ово откриће. Уз пећинске цртеже и археолошке доказе људске активности, открили су фосилизоване остатке и отиске животиња, од којих су неке данас изумрле.
Око старости ових остатака се воде расправе, али је студија из 2012. оценила да уметност припада добу Орињачке кулктуре, у периоду пре 32.000–30.000 година. Радиокарбонска студија из 2016. показала је да су постојала два периода у коима је пећина била насељена: пре 37.000 до 33.500 година, и пре 31.000 до 28.000 година. Већина цртежа потиче из ранијег периода.
Пећина Пон Д'Арк (Caverne du Pont-d'Arc) је реплика Пећине Шове која је отворена 25. априла 2015. неколико километара од оригинала. То је највећа пећинска реплика на свету, 10 пута већа од копије пећине Ласко. У њој је реконструисана уметност и пећински услови (тишина, тама, температура, влажност, акустика).